# Monocesta opacipennis
Monocesta opacipennis es una especie de insecto coleóptero de la familia Chrysomelidae.
Fue descrita científicamente en 1856 por Jacquelin-duVal.